# Nishigō
Nishigō (西郷村?) è un villaggio giapponese della prefettura di Fukushima.